# جان دیویس (شناگر)
جان دیویس (انگلیسی: John Davies؛ زادهٔ ۱۷ مهٔ ۱۹۲۹ - درگذشتهٔ ۲۴ مارس ۲۰۲۰) شناگر اهل استرالیا بود.
از افتخارات او می‌توان به کسب مدال طلا شنای ۲۰۰ متر قورباغه در بازی‌های المپیک تابستانی ۱۹۵۲ اشاره نمود.